# Liubov Grygurko
Liubov Grygurko –en ucraniano, Любов Григурко– (1971) es una deportista ucraniana que compitió en halterofilia. Ganó dos medallas de oro en el Campeonato Europeo de Halterofilia, en los años 1992 y 1994.

## Palmarés internacional
| Representando a la CEI  |                   |                |           |
| Campeonato Europeo      |                   |                |           |
| Año                     | Lugar             | Medalla        | Categoría |
| 1992                    | Loures (Portugal) | Medalla de oro | +82,5 kg  |
| Representando a Ucrania |                   |                |           |
| Campeonato Europeo      |                   |                |           |
| Año                     | Lugar             | Medalla        | Categoría |
| 1994                    | Roma (Italia)     | Medalla de oro | +83 kg    |